# 高田順弘
高田 順弘（たかだ よりひろ、1940年-）は、プロ野球球団阪神タイガースの元球団社長。

## 来歴・人物
大阪府大阪市出身。市岡高校を経て、大阪大学経済学部を卒業した後に、阪神タイガースが2度目のリーグ優勝を果たした年である1964年に阪神電気鉄道に入社した。
1984年には阪神タイガース取締役に就任、1988年には古谷真吾の後任として球団代表に就任した
1999年には球団社長に就任し、野村克也を監督として招聘した。